# Santuario di Maria Taferl
Il santuario di Maria Taferl, in tedesco Wallfahrtskirche Maria Taferl è un santuario cattolico dedicato alla Madonna Addolorata, sito nel territorio del comune austriaco di Maria Taferl, nella Bassa Austria.
Sorge su un'altura, visibile da lontano, che prospetta sulla valle del Danubio. Secondo le credenze dei fedeli, l'acqua della sorgente di Maria Taferl è particolarmente benefica per le affezioni agli occhi.
Dal 1969 il santuario è gestito dalla congregazione dei Missionari oblati di Maria Immacolata.

## Storia

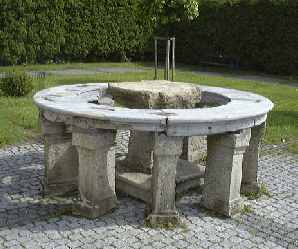
Pietra sacrificale precristiana con balustra in pietra del 1736

Secondo la leggenda, tra il 1633 e il 1642, ebbero luogo, su un'altura sopra Marbach an der Donau, alcune guarigioni miracolose presso una quercia. Un boscaiolo di nome Alexander Schinagel nel 1642 fece intagliare nel legno della quercia una Pietà, dopo essere guarito miracolosamente da una grave malattia (di qui prese il nome anche la località: Maria Taferl).
Anche al bracciante Thomas Pachmann accadde, nella medesima località, una guarigione miracolosa. Dopo aver cercato di abbattere una quercia sulla quale era fissato un'effigie di Gesù Cristo, si ferì gravemente alle gambe. Dopo una fervente preghiera alla Madre di Dio, le sue ferite, quasi mortali, smisero di sanguinare. La vecchia quercia fu distrutta dal fuoco nel 1755 e l'incisione della Pietà ne fu danneggiata.
Nel 1659 fu eretta una cappella. La costruzione del santuario ebbe inizio nel 1660. I lavori furono affidati all'architetto imperiale Georg Gerstenbrandt e all'italiano Carlo Lurago. Quest'ultimo tuttavia morì nel 1684 e ne prese il posto l'architetto Jakob Prandtauer, al quale si devono in particolare le due cupole, erette fra il 1708 e il 1710. Secondo le iscrizioni all'interno della basilica, la sua costruzione avrebbe infuso nuovo coraggio agli abitanti devoti della zona, in occasione dell'epidemia di peste, delle guerre contro i Turchi e della guerra dei trent'anni. Si possono anche supporre le intenzioni di testimoniare la controriforma nel cuore cattolico della casata degli Asburgo. Giova a questo proposito osservare la posizione di Maria Taferl, testimonianza delle manifestazioni di fede cattolica, osservabili dalla principale arteria del traffico commerciale dell'epoca, il Danubio.
Vi sono numerosi racconti tramandati dal XVII secolo e relativi a processioni di angeli. A quel periodo risale la tradizione dei pellegrinaggi a Maria Taferl. Nel solo 1760 devono aver avuto luogo ben 700 processioni e celebrate più di 19.000 Messe. Sull'entità e origine dei pellegrinaggi vi sono informazioni nella Camera del tesoro all'interno della basilica. Qui sono esposti numerosi omaggi dei pellegrini, donati a seguito di guarigioni supposte o effettive. Altre fonti sull'importanza di Maria Taferl come santuario, provengono dalla croce in pietra, un'opera omaggio dei cittadini di Freistadt ai pellegrini deceduti. È rappresentata anche una documentazione delle difficoltà del pellegrinaggio in quei tempi.
Nel novembre del 1947 papa Pio XII ha elevato il santuario alla dignità di basilica minore. 
Dopo l'inizio dei lavori nel 2004, il 12 settembre del 2010 venne festeggiato il restauro della basilica, in collegamento con la celebrazione del secondo anniversario: 350 anni dalla posa della prima pietra.
 (1660) come i 300 anni dal completamento della costruzione del santuario (1710).
L'ultimo restauro interno ebbe luogo circa cinquant'anni fa e quello della parte esterna ebbe luogo nel 1982. Nel 1998 furono rinnovate le coperture delle due torri. Nel corso degli anni ad oggi, tra i numerosi restauri generali della parte interna del santuario, vi fu anche il restauro della Camera del tesoro, la cui riapertura al pubblico fu celebrata l'11 aprile 2008. 

## Descrizione

### Esterni

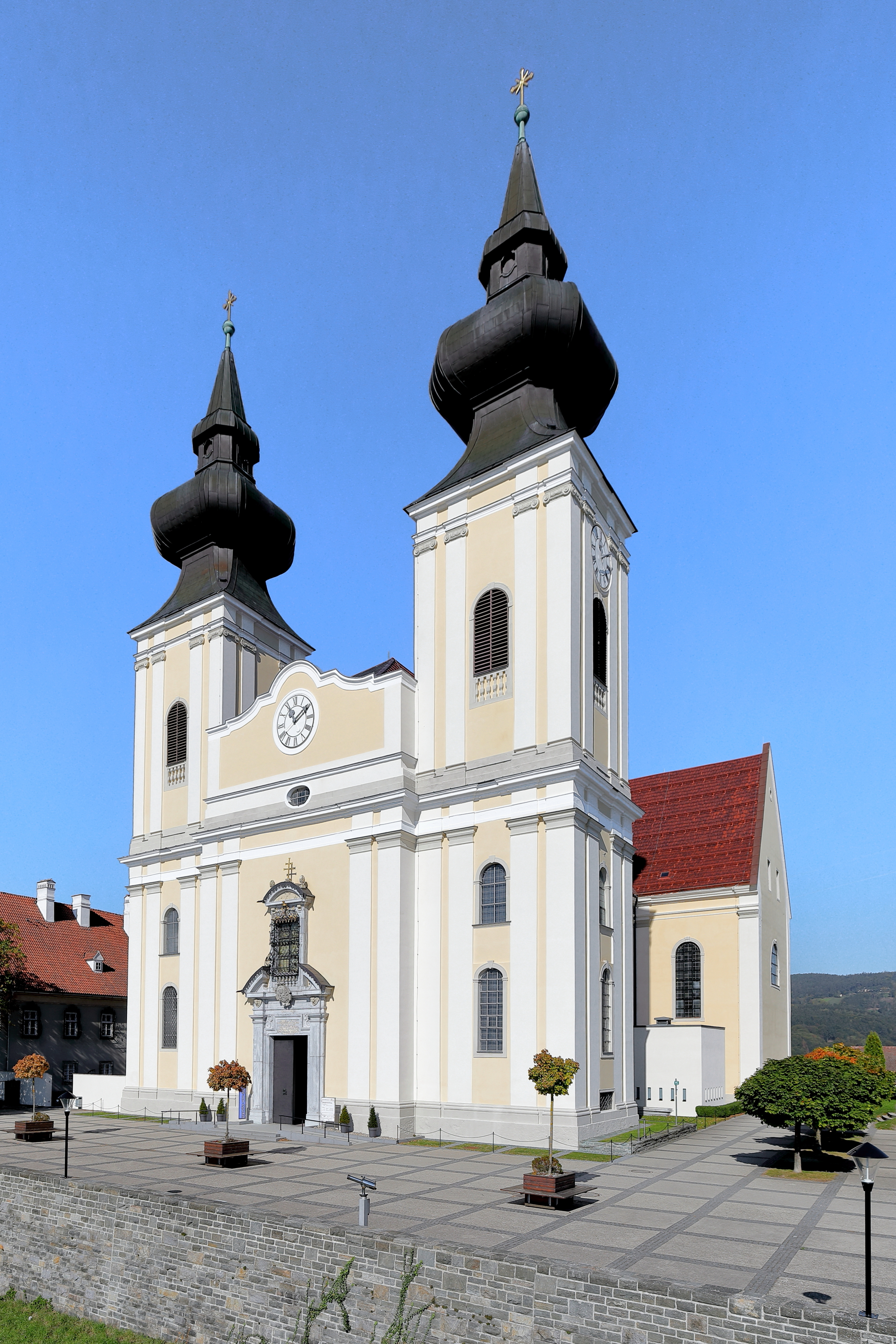
Veduta della facciata a torri gemelle.

L'edificio, in stile primo-barocco, ha una pianta a forma di croce e una facciata affiancata da due torri, con la vista sul coro orientata a nord. La costruzione fu presumibilmente iniziata secondo il modello dell'architetto Georg Silbernagel e sotto la direzione di Georg Gerstenbrandt. Questa venne assunta tra il 1670 e il 1671 dall'architetto Carlo Lurago, che, deceduto anzitempo, fu sostituito dal collega Jakob Prandtauer, cui si devono i progetti delle due cupole. L'alta navata, sotto una copertura a doppio spiovente ha la sua apertura principale nel portale della facciata a sud, con doppia pilastratura e sul cornicione un timpano arcuato con al centro un orologio. Il portale principale è fiancheggiato da due torri leggermente arretrate.
Il portale principale è datato 1694 e 1947 e ha nel timpano interrotto una finestra rettangolare incoronata da un segmento circolare, una balaustra di pietra in rilievo e un canestro in ferro forgiato.
Sui lati della chiesa vi sono finestre con frontone centinato tra i pilastri. I lati del transetto hanno finestre a lunetta. La torre orientale fu eretta nel 1687, quella occidentale nel 1697. Entrambe sono segnate dal cornicione che circonda la chiesa ed hanno una struttura a doppio pilastro a vista, finestre con frontone centinato con cunei e finestre abat-son con balaustre in rilievo e cupole a cipolla.
La sagrestia a due piani, rivolta a nord, fu eretta nel 1661 ed è quindi la parte più antica della chiesa. Essa è più bassa della navata ed ha finestre rettangolari a grata. Nel sotterraneo si trova una cripta.
Sul lato nord della chiesa vi è una figura marmorea di Johann Georg Loy del 1710. La cosiddetta "pietra di Taferl", che è anche citata nelle indicazioni del luogo, si trova sul lato est del sagrato. L'altare in pietra è circondato da una balaustra rotonda in pietra dove è stato posto nel 1959, dopo essere stato fino al 1744 all'interno della chiesa, di fronte all'altare della Grazia, e successivamente di fronte all'ingresso principale della chiesa.

### Interno

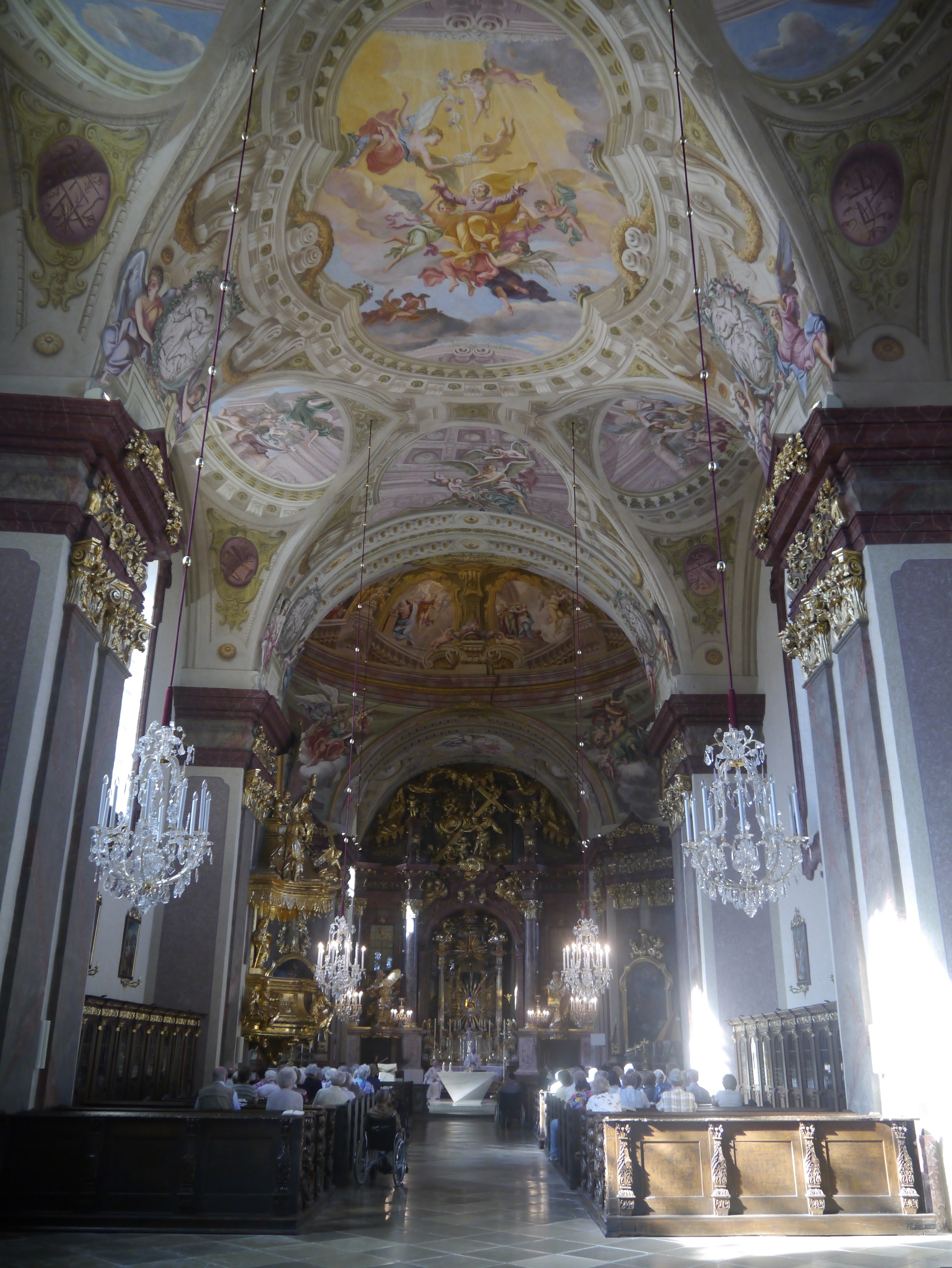
Il sontuoso interno.

La navata è unica con transetto a bracci di lunghezza pari alla larghezza sotto una volta a botte, poggiante su paraste, e su una crociera quadra con angoli smussati sta una piatta falsa cupola. Il coro a due crociere, di larghezza uguale a quella della navata, grazie all'inserimento dell'altar maggiore, risulta accorciato di quasi una crociera.
La navata e il coro hanno, grazie ai doppi pilastri con capitelli dorati, una ricca articolazione nelle paraste, con un cornicione profilato a decori floreali e fregi plastici dorati. Dal 1713 al 1718 vennero rimosse le originali decorazioni a stucco, che furono sostituite dagli affreschi del pittore Antonio Beduzzi, che per il gran lavoro ricorse alla collaborazione dei pittori Josef Regiosi, Johann Reichard Hager, Maximilian Kellner e Francesco Messinta. Furono dipinti:
- nel coro la Vittoria della Santa Croce, con angeli che portano la vesti e il sudario di Cristo,
- nella cupola Assunzione di Maria contornata da otto scene della Sua vita,
- nei pennacchi i quattro evangelisti,
- nel transetto, braccio di sinistra, Maria viene accolta in cielo dal Figlio, braccio di destra Maria, figlia preferita del Padre,
- nella navata Vita ed apoteosi di san Giuseppe,
- sotto il matroneo tre scene della leggenda della Grazia, Thomas Pachmann si ferisce con la caduta della quercia, Processione di angeli attorno alla quercia e Alexander Schinagel inizia la Pietà.

### Decorazioni

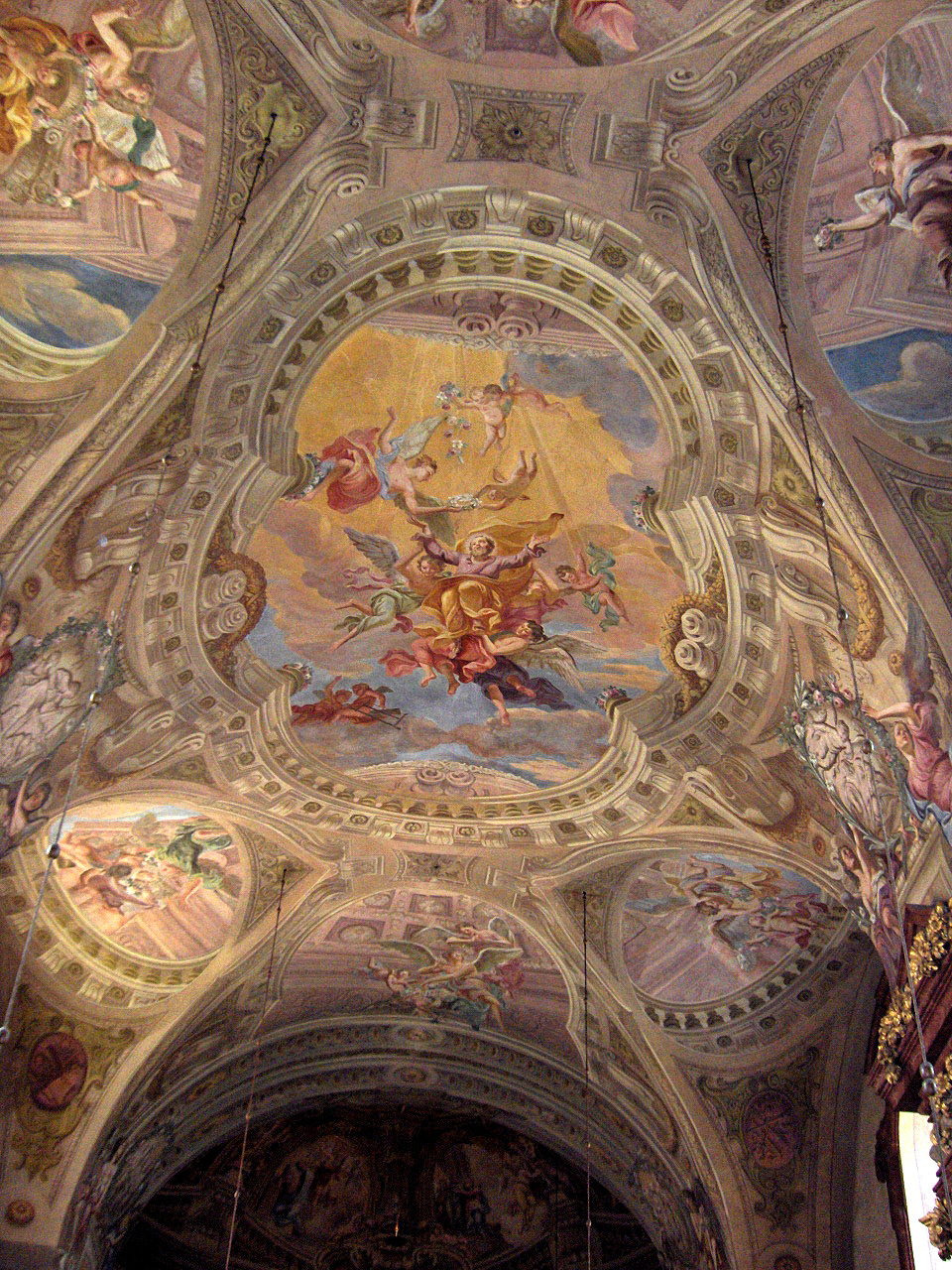
Apoteosi di San Giuseppe sulla volta della navata, del pittore Antonio Beduzzi.

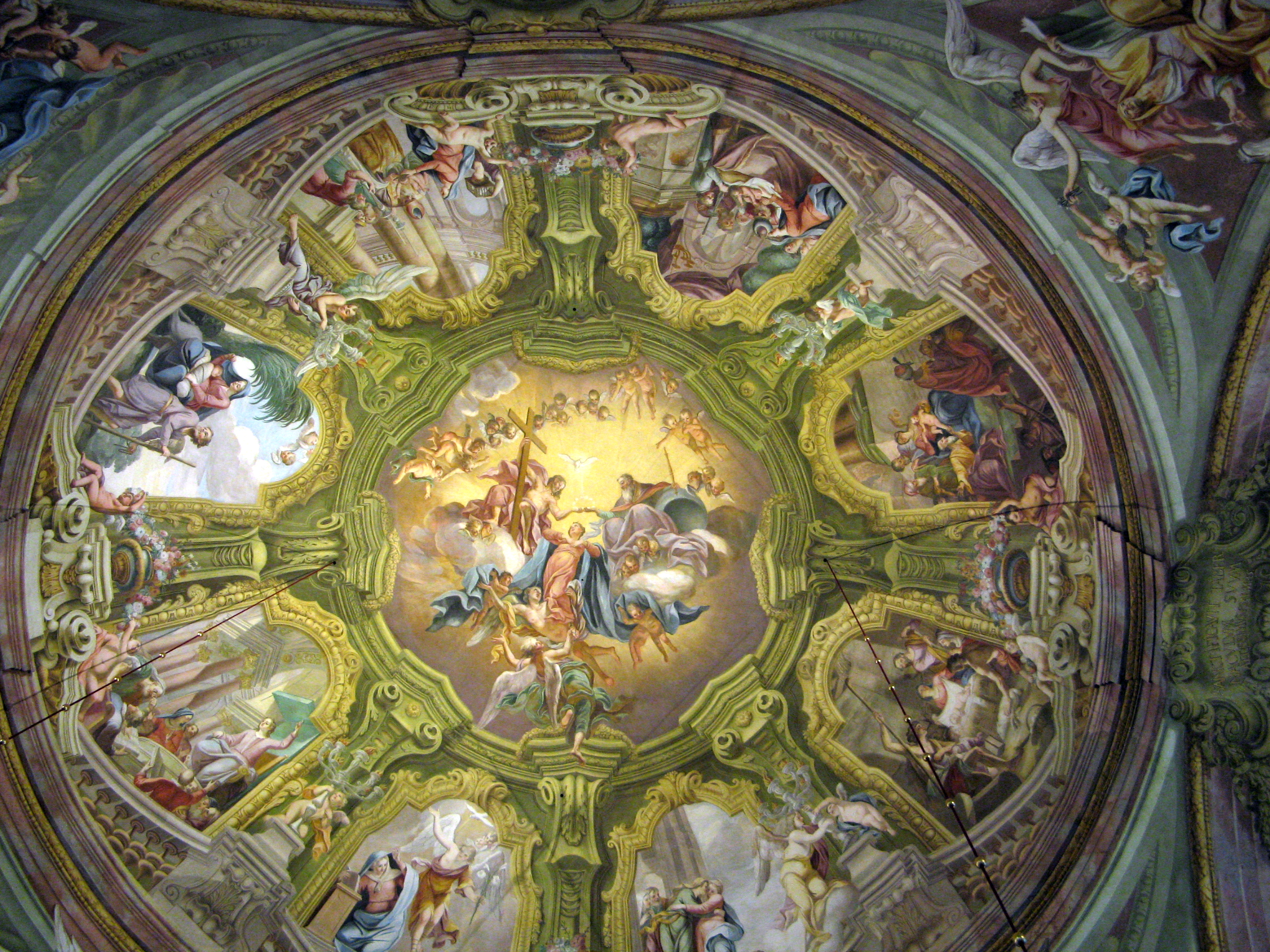
Affresco sullAssunzione di Maria Vergine e otto scene della vita della Madonna nella cupola del santuario del pittore Antonio Beduzzi.

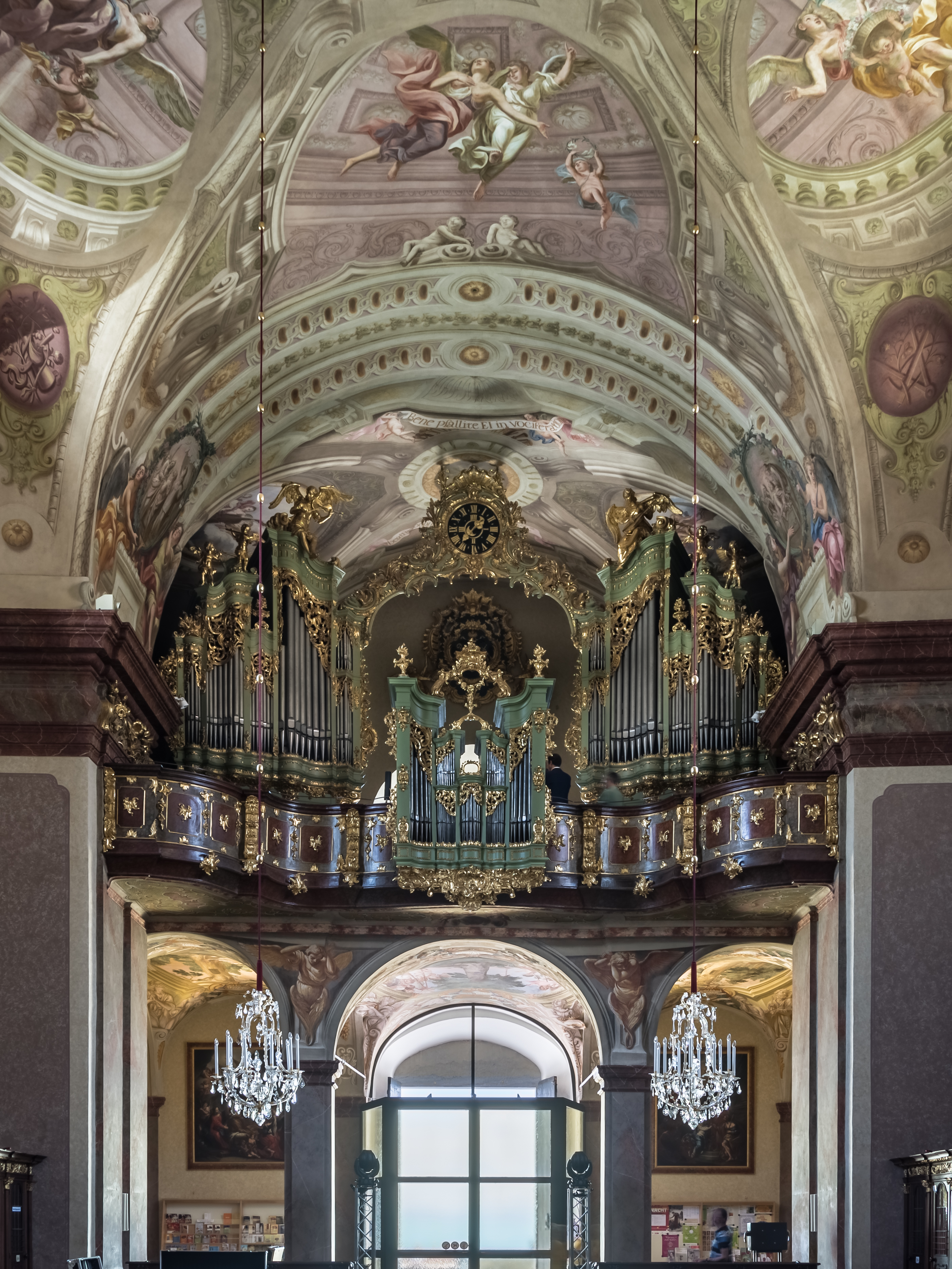
L'organo di Johann Hencke

L'altar maggiore in marmo a stucco fu realizzato originariamente nel 1734, secondo un progetto di Johann Michael Prunner insieme a Josef Matthias Götz e contiene, in una nicchia centrale di tre quarti di cerchio, l'altare della Grazia. Quest'ultimo fu realizzato nel 1735 da Johann Peter Schwendter con argento della Camera del tesoro. Venne restaurato dopo l'incendio del 1755. Dopo una visita dell'imperatore Francesco II, nel 1810, tutti gli ornamenti in argento dell'altare della Grazia dovettero essere staccati e nel 1811 nuovamente raccolti in forma semplificata. Sulla parete posteriore dell'altare vi sono due arme in marmo, probabilmente di Otto Achaz von Hohenfeld, risalenti al 1677. Nel coro ci sono due tavole in memoria di san Clemente Maria Hofbauer, del 1786 e del 1795.
Due analoghi altari laterali sulle pareti frontali del transetto furono realizzati dal 1779 al 1781 da Jakob Mössl, le pale d'altare furono dipinte nel 1775 da Martin Johann Schmidt, a sinistra Crocifissione con Maria, Giovanni e Maddalena, a destra La Sacra Famiglia come protettrice della località di Maria Taferl. Le figure sono dello scultore Johann Georg Dorfmeister. Due piccoli altari laterali sulle smussature della navata mostrano, a sinistra, la pala Le elemosine di san Giovanni da Nepomuk del pittore Johann Georg Schmidt e, a destra, San Carlo Borromeo dello stesso pittore con la collaborazione del pittore Anton Hertzog.
Il pulpito del 1726 segue il modello di quello della Cattedrale di Passavia, con ricche decorazioni di figure e rilievi di Peter Widerin e di Matthias Tempe.
L'organo, con uno sfarzoso alloggiamento rococò ed orologio, fu costruito dal 1759 al 1760 da Johann Hencke. L'opera fu rinnovata nel 1910 da Franz Capek e ampliata nel 1956 e nel 1981.

### Campane
Il compito di fondere una campana fu affidato originariamente ad una fonderia di Linz. Tuttavia questa non risultò idonea per realizzare il concerto voluto. Solo nel 1773 il fonditore viennese Franz Josef Scheichel di Leopoldstadt fuse la campana desiderata del peso di 1.800 kg.
Già un anno dopo Scheichel fuse una seconda campana del peso di 3.750 kg, utilizzando per la fusione il metallo di cannoni.
Nel 1922 furono fuse due altre campane di 370 kg. Nel 1925 la chiesa ottenne lo campana del Salve Regina. Alla vecchia campana del 1774, se ne aggiunsero quattro nuove del peso rispettivamente di 1600 kg, 770 kg, 450 kg e 300 kg. A seguito dell'elevazione della chiesa alla dignità di basilica minore, nel 1947 vennero aggiunti nuove campane, dapprima uno e poi, nel 1949, altri tre.
Negli anni 2004 e 2005 tutte le campane di entrambe le torri furono sottoposte a restauro.